# زایلوپین
زایلوپین (به انگلیسی: Xylopine) یک آلکالوئید ضد میکروبی بنزیلایزوکوینولین است.